# Pișcolt (gmina)
Pișcolt – gmina w Rumunii, w okręgu Satu Mare. Obejmuje miejscowości Pișcolt, Resighea i Scărișoara Nouă. W 2011 roku liczyła 3161 mieszkańców.